# José Antonio Mazzotti
José Antonio Mazzotti (Lima, 1961) è un poeta, scrittore e critico letterario peruviano.

## Biografia
Attualmente è professore di letteratura latinoamericana e  direttore il Dipartimento di Lingue Romanze presso la Tufts University, continua ad esercitare la scrittura poetica, l'attivismo letterario e lo sviluppo della ricerca sulla poesia coloniale peruviana.  Nel 1988 è andato in America per perseguire un master di letteratura latinoamericana presso l'Università di Pittsburgh. Dopo gli studi si specializza nella letteratura coloniale presso Università di Princeton nel 1993. Ha insegnato presso l'università di Temple, Amherst, MIT, e Harvard, dove ha organizzato il Primo Congresso Internazionale dei Peruviani nell'aprile 1999.
Presidente dell'Associazione Internazionale dei Peruviani dal 1996, e direttore della Revista de Critica Literaria Latinoamericana dal 2010. Ha scritto oltre ottanta articoli sulla letteratura coloniale latino-americana e sulla poesia contemporanea. È membro della "Generazione 80", insieme ai poeti Eduardo Chirinos, Raul Mendizabal, Roger Santivañez, Domingo de Ramos  e Rosella di Paolo.

## Pubblicazioni
- Coros mestizos del Inca Garcilaso: resonancias andinas (1996)
- Poéticas del flujo: migración y violencia verbales en el Perú de los 80 (2002)
- Incan Insights: El Inca Garcilaso’s Hints to Andean Readers (2008)
- Encontrando un inca: ensayos escogidos sobre el Inca Garcilaso de la Vega (2016)
- Lima fundida. Épica y nación criolla en el Perú (2016)

### Redattore
- Asedios a la heterogeneidad cultural.Libro de homenaje a Antonio Cornejo Polar (1996, co-editore).
- Agencias criollas: la ambigüedad “colonial” en las letras hispanoamericanas (2000)
- "Discurso en Loor de la Poesía".Estudio y edición, by Antonio Cornejo Polar (2000)
- Edición e interpretación de textos andinos (2000, co-editore)
- The Other Latinos: Central and South Americans in the United States (2007, co-editore)
- Creole Subjects in the Colonial Americas: Empires, Texts, Identities (2009, co-editore)
- Renacimiento mestizo: los 400 años de los Comentarios reales" (2010)
- Crítica de la razón heterogénea: textos esenciales de Antonio Cornejo Polar, 2 vols." (2013)
- Argos Arequipensis: libro de homenaje a Raúl Bueno Chávez (2014)

### Romanzi
- Poemas no recogidos en libro (1981)
- Fierro curvo (órbita poética) (1985)
- Castillo de popa (1988 and 1991)
- El libro de las auroras boreales (1995)
- Señora de la Noche (1998)
- El zorro y la luna: antología poética 1981-1999 (1999)
- Sakra boccata (2006 e 2007)
- Las flores del Mall (2009).
- Sakra Boccata. Bilingual edition. Archiviato il 22 dicembre 2016 in Internet Archive. Translated by Clayton Eshleman and with a Prologue by Raúl Zurita Archiviato il 22 dicembre 2016 in Internet Archive." (2013)
- Declinaciones latinas (antología del exilio) (2015)
- Apu Kalypso / palabras de la bruma (2015)
- El zorro y la luna.Poemas reunidos, 1981-2016 (2016)